# Beer Money, Inc.
Beer Money, Inc. was een professioneel worsteltag-team, dat bekend was in de Total Nonstop Action Wrestling (TNA). De leden van dit team waren Bobby Roode en James Storm. Ze werden vroeger gemanaged door Jacqueline Moore.

## In het worstelen
- Finishers
  - DWI – Drinking While Investing (Simultaneous powerbomb (Storm) / neckbreaker (Roode) combinatie)
- Signature moves
  - Assisted swinging side slam
  - Catapult by Roode into a DDT by Storm
  - Clothesline (Roode) / double knee backbreaker (Storm) combinatie
  - Double suplex, with theatrics[58]
  - Scoop slam by Roode followed by elbow drops from both Roode and Storm
  - Simultaneous Samoan drop (Storm) / diving neckbreaker (Roode) combinatie
  - Spinning spinebuster (Roode) / Double knee backbreaker (Storm) combinatie
  - Wheelbarrow facebuster (Roode) / double knee facebreaker (Storm) combinatie
- Storms finishers
  - Eight Second Ride (Spinning bulldog)
  - Eye of the Storm (Spinning crucifix toss)
  - Last Call (Superkick)
- Roodes finishers
  - Northern Lariat
  - Pay Off (Bridging cradle suplex)

## Prestaties
- Pro Wrestling Illustrated

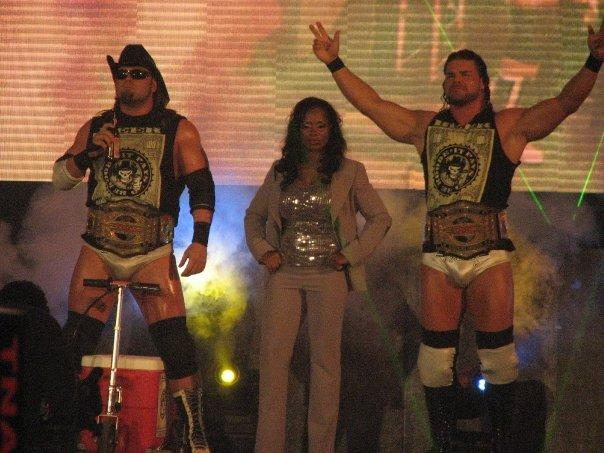
TNA World Tag Team Champions

  - PWI Tag Team of the Year (2008 & 2011)
- Total Nonstop Action Wrestling
  - TNA World Tag Team Championship (4 keer)
  - Team 3D Invitational Tag Team Tournament (2009)
  - TNA Tag Team Championship Series (2010)